# Бергквист, Челль
Челль Бертиль Леонард Бергквист (швед. Kjell Bertil Leonard Bergqvist; род. 23 февраля 1953 года, Эншеде, Стокгольм, Швеция) — шведский актёр театра и кино.

## Биография и карьера
Челль Бергквист родился в обычной рабочей семье. Его отец был водителем, а мать медсестрой. В семье всего было несколько человек, и условия жизни были не самыми лучшими. Начальная школа давалась юному Челлю лучше, чем средняя. Уже тогда он начал злоупотреблять алкоголем, за что в дальнейшем и был исключён из школы. Затем для Челля началась театральная карьера.
В 1973 году Бергквист окончил институт и стал работать в Драматическом театре в столице Швеции. Также играл в нескольких театрах. Карьеру в кино начал в 1971 году. В течение многих лет Челль сотрудничал с режиссёром и сценаристом Ульфом Мальмрусом. Играл в фильмах: «Зло», «Малышка Сюзи», «Виват, король!», «Клара», «Братья-металлисты», «Вальс для Моники», также во многих других фильмах и сериалах. Кроме того, Бергквист дублировал фильмы на шведский язык, например: «Побег из курятника» (Рокки) и «Дети шпионов» (Грегорио Кортес).

## Личная жизнь
В 1974 году у Челля Бергквиста и актрисы Ангелины Амико родилась дочь. Актёр был женат на фотомодели Ивонне Райдинг (Мисс Вселенная) в период с 1988-2000 годы. У них родилось две дочери в 1989 и 1994 году. С 2004 года Челль Бергквист женат на Карин Бергквист (род. в 1971 г.), в 2007 году у них родился сын.
Интересен тот факт, что на парламентских выборах в Швеции в 2014 году Челль Бергквист голосовал не за Шведских демократов, а за Феминистскую инициативу.